# Saint-Rémy-du-Val
Saint-Rémy-du-Val és un municipi francès situat al departament del Sarthe i a la regió de País del Loira. L'any 2007 tenia 561 habitants.

## Demografia

### Població
El 2007 la població de fet de Saint-Rémy-du-Val era de 561 persones. Hi havia 240 famílies de les quals 72 eren unipersonals (32 homes vivint sols i 40 dones vivint soles), 84 parelles sense fills, 76 parelles amb fills i 8 famílies monoparentals amb fills.
La població ha evolucionat segons el següent gràfic:
Habitants censats

### Habitatges
El 2007 hi havia 294 habitatges, 242 eren l'habitatge principal de la família, 31 eren segones residències i 21 estaven desocupats. 288 eren cases i 2 eren apartaments. Dels 242 habitatges principals, 179 estaven ocupats pels seus propietaris, 60 estaven llogats i ocupats pels llogaters i 3 estaven cedits a títol gratuït; 18 tenien dues cambres, 46 en tenien tres, 68 en tenien quatre i 111 en tenien cinc o més. 166 habitatges disposaven pel capbaix d'una plaça de pàrquing. A 112 habitatges hi havia un automòbil i a 99 n'hi havia dos o més.

### Piràmide de població
La piràmide de població per edats i sexe el 2009 era:
| Homes | Edats   | Dones |
| ----- | ------- | ----- |
| 0     | 95 o +  | 0     |
| 0     | 90 a 94 | 4     |
| 0     | 85 a 89 | 12    |
| 12    | 80 a 84 | 4     |
| 24    | 75 a 79 | 4     |
| 4     | 70 a 74 | 28    |
| 12    | 65 a 69 | 16    |
| 16    | 60 a 64 | 12    |
| 8     | 55 a 59 | 24    |
| 20    | 50 a 54 | 12    |
| 20    | 45 a 49 | 16    |
| 20    | 40 a 44 | 20    |
| 16    | 35 a 39 | 16    |
| 20    | 30 a 34 | 8     |
| 16    | 25 a 29 | 8     |
| 24    | 20 a 24 | 0     |
| 24    | 15 a 19 | 16    |
| 24    | 10 a 14 | 8     |
| 4     | 5 a 9   | 8     |
| 24    | 0 a 4   | 8     |

## Economia
El 2007 la població en edat de treballar era de 320 persones, 241 eren actives i 79 eren inactives. De les 241 persones actives 220 estaven ocupades (118 homes i 102 dones) i 21 estaven aturades (10 homes i 11 dones). De les 79 persones inactives 33 estaven jubilades, 17 estaven estudiant i 29 estaven classificades com a «altres inactius».

### Ingressos
El 2009 a Saint-Rémy-du-Val hi havia 244 unitats fiscals que integraven 595 persones, la mediana anual d'ingressos fiscals per persona era de 17.098 €.

### Activitats econòmiques
Dels 19 establiments que hi havia el 2007, 1 era d'una empresa alimentària, 2 d'empreses de fabricació d'altres productes industrials, 4 d'empreses de construcció, 5 d'empreses de comerç i reparació d'automòbils, 1 d'una empresa de transport, 1 d'una empresa d'hostatgeria i restauració, 1 d'una empresa financera, 2 d'empreses de serveis i 2 d'empreses classificades com a «altres activitats de serveis».
Dels 8 establiments de servei als particulars que hi havia el 2009, 1 era un taller de reparació d'automòbils i de material agrícola, 3 paletes, 1 guixaire pintor, 1 perruqueria, 1 restaurant i 1 saló de bellesa.
Dels 2 establiments comercials que hi havia el 2009, 1 era una gran superfície de material de bricolatge i 1 una fleca.
L'any 2000 a Saint-Rémy-du-Val hi havia 10 explotacions agrícoles.

## Poblacions més properes
El següent diagrama mostra les poblacions més properes.